# Ntchisi
Ntchisi is een stad in Malawi en is de hoofdplaats van het gelijknamige district Ntchisi.
Ntchisi telt naar schatting 10.000 inwoners.